# Marek Czarkowski
Marek Czarkowski – polski lekarz i bioetyk, doktor habilitowany nauk medycznych, specjalista z zakresu chorób wewnętrznych, endokrynologii i kardiologii, jest inicjatorem powstania Ośrodka Bioetyki Naczelnej Rady Lekarskiej oraz Stowarzyszenia Członków i Pracowników Komisji Bioetycznych w Polsce, w obu jednostkach pełni funkcję przewodniczącego. Jest Członkiem Zarządu Polskiego Towarzystwa Bioetyczngo, Przewodniczącym Komisji Bioetycznej przy Okręgowej Izbie Lekarskiej w Warszawie oraz członkiem Polskiej Grupy Roboczej ds. Problemów Etycznych Końca Życia.

## Życiorys
W latach 2000–2002 odbył studia podyplomowe z zakresu bioetyki na Uniwersytecie Kardynała Stefana Wyszyńskiego w Warszawie w Centrum Ekologii Człowieka i Bioetyki, a w okresie od 2005 do 2007 roku studiował w Albany Mediacal College i The Graduate College of Union University – USA, gdzie uzyskał tytuł master of science in bioethics. Od 2007 roku pełni funkcję Przewodniczącego Ośrodka Bioetyki Naczelnej Rady Lekarskiej.